# Хіндаві (видавництво)
«Хіндаві» (англ. Hindawi Publishing Corporation) — наукове видавництво, засноване 1997 року в Каїрі (Єгипет) Ахмедом Хіндаві і Нагва Абдель-Мотталіб. Починаючи як невелике видавництво фізико-математичної літератури, до кінця 2009 р компанія «Хіндаві» видавала близько 200 рецензованих науково-технічних журналів практично з усіх напрямів наукових досліджень. З січня 2007 р. видавництво «Хіндаві» прийняло модель Відкритого доступу до своїх журналів. Тобто повні тексти всіх наукових статей журналів, що видає «Хіндаві», доступні на вебсайті [Архівовано 23 жовтня 2015 у Wayback Machine.] видавництва.
2009 року Покажчик цитування журналів компанії Thomson Reuters навів значення імпакт-факторів 17-ох журналів видавництва (Табл. 1).
| №  | Журнал                                                    | ISSN      | Рік вид. | IF(2008) |
| -- | --------------------------------------------------------- | --------- | -------- | -------- |
| 1  | Journal of Biomedicine and Biotechnology                  | 1110-7243 | 2001     | 2.563    |
| 2  | Clinical & Developmental Immunology                       | 1740-2522 | 1990     | 1.647    |
| 3  | Mediators of Inflammation                                 | 0962-9351 | 1992     | 1.395    |
| 4  | Bioinorganic Chemistry and Applications                   | 1565-3633 | 2003     | 1.265    |
| 5  | EURASIP Journal on Advances in Signal Processing          | 1687-6172 | 1994     | 1.055    |
| 6  | Discrete Dynamics in Nature and Society                   | 1026-0226 | 1997     | 1.028    |
| 7  | EURASIP Journal on Wireless Communications and Networking | 1687-1472 | 2004     | 0.976    |
| 8  | International Journal of Photoenergy                      | 1110-662X | 1999     | 0.818    |
| 9  | Journal of Inequalities and Applications                  | 1025-5834 | 1997     | 0.764    |
| 10 | Fixed Point Theory and Applications                       | 1687-1820 | 2004     | 0.728    |
| 11 | Journal of Nanomaterials                                  | 1687-4110 | 2006     | 0.688    |
| 12 | Abstract and Applied Analysis                             | 1085-3375 | 1996     | 0.644    |
| 13 | Boundary Value Problems                                   | 1687-2762 | 2005     | 0.615    |
| 14 | Mathematical Problems in Engineering                      | 1024-123X | 1995     | 0.545    |
| 15 | Advances in Difference Equations                          | 1687-1839 | 2004     | 0.494    |
| 16 | Journal of Automated Methods & Management in Chemistry    | 1463-9246 | 1978     | 0.370    |
| 17 | Comparative and Functional Genomics                       | 1531-6912 | 2000     | 0.308    |